# Ophthalmotilapia nasuta
Ophthalmotilapia nasuta és una espècie de peix de la família dels cíclids i de l'ordre dels perciformes. Els adults poden assolir fins a 20 cm de longitud total. És depredat per Plecodus straeleni.
És una espècie de clima tropical entre 24 °C-26 °C de temperatura i entre 2-10 m de fondària. Es troba al llac Tanganyika a Àfrica.